# Ribera del Júcar (Valencia)
La Ribera del Júcar (Ribera del Xúquer en valenciano) es una comarca de la provincia de Valencia que corresponde aproximadamente a la cuenca inferior del río Júcar. Tradicionalmente se divide en dos zonas o comarcas denominadas Ribera Alta y Ribera Baja. En realidad, de manera parecida a lo que sucedió con el reino de Castilla, que dio origen a la formación de varias regiones históricas, las verdaderas comarcas son las dos que se han señalado y rara vez se hace referencia a toda La Ribera como una comarca con personalidad propia ya que si se define a la Ribera del Júcar como la cuenca inferior de dicho río, habría que incluir también a La Costera, que forma una comarca distinta.
- Datos: Q6107941